# KV56
KV56, acrònim de l'anglès King's Valley, és una tomba egípcia de l'anomenada Vall dels Reis, situada a la riba oest del riu Nil, a l'altura de la moderna ciutat de Luxor. És coneguda com la tomba d'or i va ser descoberta per Edward R. Ayrton al gener de 1908 sota el patrocini de Theodore M. Davis, i aparentment no havia estat profanada. Contenia una caixa amb la mòmia desfeta d'un nen de la família real de finals de la dinastia XIX, probablement una filla de Seti II i la reina Tausert, morta als cinc o sis anys. Tant la tomba com el taüt s'han desintegrat, i tot està cobert amb una capa d'un centímetre de pa d'or i estuc. Es van trobar uns petits guants plens d'anells i un parell de braçalets de plata, amb els noms de Seti II i Tausret inscrits, així com unes arrecades d'or també gravats amb el nom de Seti II.
El destinatari original d'aquesta tomba és desconegut, Charles Maspero va creure que era un amagatall, ja que tots els objectes oposats en la KV56 van ser presos de KV14, la tomba de Tausret usurpada per Setnakht. Cyril Aldred considera que originalment la tomba va ser per al fill de Sety II i Tausert. Basava la seva teoria en el fet que prop de la paret esquerra d'una de les cambres hi ha restes d'estuc i or que podrien ser del petit taüt.